# Ministerio Público Fiscal de la Ciudad Autónoma de Buenos Aires
El Ministerio Público de la Ciudad Autónoma de Buenos Aires - Argentina - es el organismo del Poder Judicial que promueve el accionar de la justicia, en defensa de la legalidad y los intereses generales de la sociedad. 
El MPFCABA trabaja descentralizadamente, funcionando con una Unidad Fiscal en lo Contencioso, Administrativo y Tributario, y con seis Unidades Fiscales en materia Penal, Contravencional y de Faltas. A su vez, entre las seis Unidades Fiscales se encuentran las Fiscalías Especializadas: en Delitos Informáticos, en Violencia de Género, en Delitos vinculados con Estupefacientes, en Materia Ambiental, en Discriminación y en lo Penal, Contravencional y de Faltas. 

## Misiones y Funciones
El Ministerio Público Fiscal tiene como funciones principales:
- Promover la actuación de la justicia en defensa de la legalidad y de los intereses generales de la sociedad.
- Impulsar las acciones penales y contravencionales.
- Velar por la normal prestación del servicio de justicia y procurar ante los tribunales de la Ciudad la satisfacción del interés social; mediante la investigación de los delitos y contravenciones cuya competencia fue transferida a la Ciudad Autónoma de Buenos Aires.
- Formular su acusación ante las y los jueces.
- Proponer soluciones alternativas a los conflictos.
- En el fuero Contencioso Administrativo y Tributario, desde las Fiscalías se aporta ante las/los jueces una opinión calificada cuando se encuentran comprometidas la observancia de las leyes o la vigencia del orden público.

Tiene autonomía funcional y autarquía dentro del Poder Judicial. Está encabezado por un o una Fiscal General, forma parte del Ministerio Público junto a la Defensoría y la Asesoría Tutelar, y ejerce sus funciones ante el Tribunal Superior de Justicia, según lo expresa la Constitución de la Ciudad Autónoma de Buenos Aires. Estas tareas se llevan a cabo por intermedio de los Fiscales ante el Fuero Contencioso Administrativo y Tributario y ante el fuero Penal, Contravencional y de Faltas que se distribuyen los casos según el lugar y la fecha de comisión del hecho a investigar.

## Autoridades
El MPF CABA actualmente cuenta en su estructura con las siguientes Autoridades: una o un Fiscal General, cargo que se renueva cada siete años con opción de reelección no consecutiva; y cuatro Fiscales Generales Adjuntos: uno de Gestión, uno en lo Penal y Contravencional, uno en lo Contencioso, Administrativo y Tributario, y uno de Faltas.
También cuenta con dos Fiscales de Cámara por el fuero Contencioso, Administrativo y Tributario y cinco Fiscales de Cámara por el fuero Penal, Contravencional y de Faltas. 
Además, cuenta con las Secretarías Generales de: Coordinación y Apoyo Jurisdiccional; de Derechos y Garantías y de la Población Vulnerable; de Investigaciones, Acceso a la Justicia y Relaciones con las Fuerzas de Seguridad; de Política Criminal y Asistencia a la Víctima; y de Relaciones Institucionales.
Las autoridades actuales son:
- Fiscal general: Dr. Juan Bautista Mahiques
- Fiscal general adjunto de gestión: Pablo Esteban Garcilazo

- Fiscal general adjunto en lo Penal y Contravencional:  Martín Lopez Zavaleta

- Fiscal general adjunto en lo Contencioso, Administrativo y Tributario:  Juan Gustavo Corvalán

- Fiscal general adjunto de Faltas:  Marcelo Omar Varona Quintian.

- Fiscales de cámara por el fuero Contencioso, Administrativo y Tributario: Juan Gauna - Nadia Cicero

- Fiscales de cámara por el fuero Penal, Contravencional y de Faltas: Walter Fernández -  Verónica Guagnino -  Eduardo Riggi -  Martín Lapadú

- Secretarías: Martina Pikielny-  Javier Alfonsin -  Agustín Raul Rubiero -  Juan Ramella -  Gabriel Unrein -  Verónica Andrade

## Puntos de Acceso a la Justicia
Los Puntos de Acceso a la Justicia son bocas de orientación y recepción de denuncias en forma presencial. .  Existe la Unidad Móvil de Orientación y Denuncia, que recorre distintos barrios de la ciudad y una Mesa Receptora de Denuncias y Querellas en el Colegio Público de Abogados de la Capital Federal (CPACF), donde los abogados pueden realizar sus presentaciones.
En los Puntos de Acceso, habitantes de la ciudad, así como visitantes, pueden denunciar presencialmente delitos y contravenciones. 

## Oficina de Asistencia a la Víctima y Testigo
A través de la Oficina de Asistencia a la Víctima y Testigo, equipos interdisciplinarios de abogados, psicólogos y asistentes sociales  brindan asesoramiento legal, contención psicológica y social; acompañando a la víctima o testigo durante todo el curso de los procesos judiciales. Se entrevistan con ellos personal y telefónicamente, brindan atención psicológica, realizan informes asistenciales, evalúan el riesgo de cada caso y se expiden sobre la conveniencia de resolver el conflicto por vías alternativas (mediación, autocomposición, etc.).
También se orienta a la víctima o testigo con el fin de contactarlo con la red social que pueda brindarle ayuda adicional o específica conforme el caso planteado, como así también se brinda orientación legal con profesionales que explican cuáles son sus derechos y obligaciones.

## Oficina Central Receptora de Denuncias
La Oficina Central Receptora de Denuncias (OCRD), dependiente de la Secretaría General de Investigaciones, Acceso a la Justicia y Relación con las Fuerzas de Seguridad, funciona las 24 horas, los 365 días del año. Desde su creación ha funcionado de manera permanente e ininterrumpida, recibiendo denuncias y consultas de vecinos y vecinas de la Ciudad de Buenos Aires. Recibe denuncias de manera telefónica a través de la línea gratuita 0800-333- FISCAL (47225), a través de la web del MPF en Denuncia En Línea o vía correo electrónico a denuncias@fiscalías.gob.ar. Desde enero de 2010, su Sistema de Gestión de Calidad se encuentra certificado bajo las normas ISO 9001:2008.    

## Fiscalías en lo Penal, Contravencional y Faltas
El Ministerio Público Fiscal CABA divide su competencia en cinco unidades fiscales en materia Penal, Contravencional y de Faltas, más una Unidad Fiscal del fuero Contencioso, Administrativo y Tributario.
Actualmente, cada una de las unidades fiscales en materia Penal, Contravencional y de Faltas se encuentran en una zona delimitada por la jurisdicción de las comisarías que la corresponden, dentro del ámbito de la Ciudad Autónoma de Buenos Aires. Cada unidad fiscal está compuesta por múltiples fiscalías, y siempre una de ellas se encuentra "de turno". Esto implica que recibe, mientras dure el turno, consultas y casos que ocurren dentro de la zona correspondiente a la unidad fiscal de la que son parte. Los turnos van alternando entre fiscalías de quincena a quincena.
Las unidades fiscales también cuentan con áreas internas con funciones propiamente definidas, como la Unidad Coordinadora; la Unidad de Intervención Temprana (UIT); la Unidad de Tramitación Común; y la Unidad de Flagrancia. 

### Unidad Fiscal Este
La Unidad Fiscal Este, actualmente, funciona en la calle Beruti 3345 y se encuentra conformada por una Fiscalía de Cámara, a cargo del Dr. Eduardo Riggi y catorce fiscalías de Primera Instancia, cuatro de las cuales funcionan de manera especializada: una en casos de Violencia de Género, una en Discriminación y dos en Delitos y Contravenciones Informáticas.

### Unidad Fiscal Norte
En la actualidad, la Unidad Fiscal Norte, funciona en la Av. Cabildo 3067 y se encuentra conformada por una Fiscalía de Cámara, a cargo del Dr. Eduardo Riggi,  y doce fiscalíasde Primera Instancia, tres de las cuales funcionan de manera especializada: una en casos de Violencia de Género, una en Eventos Masivos y una sobre Penal Tributario.

### Unidad Fiscal Oeste
La Unidad Fiscal Oeste, tiene su sede en la Av. Paseo Colón 1333 y se encuentra conformada por una Fiscalía de Cámara, a cargo del Dr. Martín Lapadú, y once fiscalías de Primera Instancia, dos de las cuales operan de manera especializada: una en casos de Violencia de Género y otra sobre Violencia Institucional e Integridad Policial.

### Unidad Fiscal Sur
La Unidad Fiscal Sur funciona en la Av. Paseo Colón 1333 y se encuentra conformada por una Fiscalía de Cámara, a cargo del Dr. Walter Fernández, y doce fiscalías de Primera Instancia, dos de los cuales se especializan: una en Violencia de Género y otra en Investigaciones Complejas.

### Unidad Fiscal de delitos, contravenciones y faltas específicas
Actualmente funciona en la calle Bartolomé Mitre 1735 y se encuentra conformada por una Fiscalía de Cámara, a cargo de la Dra. Verónica Guagnino y cuatro fiscalías de Primera Instancia, dos de los cuales funcionan de manera especializada: en casos de Delitos Vinculados con Estupefacientes, y en Relaciones de Consumo.

## Fiscalías Especializadas
En vistas a tratar asuntos complejos de la forma más efectiva posible, el MPF ha conformado equipos especializados para la investigación de delitos y contravenciones, que como visto anteriormente están diseminadas entre todas las Unidades Fiscales. En la actualidad, hay Fiscalías especializadas para las siguientes problemáticas: en Delitos Informáticos; en Materia Ambiental; en Violencia de Género; en Discriminación; en Relaciones de Consumo; en Violencia Institucional e Integridad Policial; en lo Penal Tributario; y en la Investigación de Delitos Vinculados con Estupefacientes. 

## Fiscalías en lo Contencioso Administrativo y Tributario
Las causas denominadas “contencioso administrativas” en el ámbito de la Ciudad Autónoma de Buenos Aires son aquellas en las que una de las partes del juicio es una autoridad administrativa de la Ciudad, sin importar la cuestión de que se trate. Se consideran autoridades administrativas la administración pública, los órganos legislativo y judicial en ejercicio de la función administrativa, así como también entes públicos no estatales o privados en cuanto ejerzan potestades públicas otorgadas por las leyes de la Ciudad de Buenos Aires.
Interviene, además, en cuestiones denominadas “tributarias”, que son las originadas por el incumplimiento de una obligación tributaria por parte de un ciudadano o de una empresa (por ejemplo, deuda de patentes, ABL o ingresos públicos).
Los y las fiscales con dichas competencias se agrupan en una Unidad Fiscal única, compuesta de dos fiscalías de cámara, a cargo de Juan Octavio Gauna y Nadia Karina Cicero respectivamente, y de cuatro fiscalías de primera instancia.

## Cuerpo de Investigaciones Judiciales
El Cuerpo de Investigaciones Judiciales es un cuerpo interdisciplinario con funciones de policía judicial que asesora a los fiscales en las tareas propias de investigación y en el aspecto técnico científico. 
Según la ley N.º 2896 de la Ciudad, el CIJ tiene como objeto: 
1. La investigación de los delitos, las contravenciones y las faltas.
2. Individualizar a los/as presuntos/as autores/as y partícipes del hecho investigado.
3. Reunir y conservar las pruebas útiles para el caso conforme a las normas de procedimiento y a las instrucciones que imparta el Ministerio Público Fiscal de la Ciudad

Para ello, el CIJ puede:
1. Practicar las tareas necesarias y prestar auxilio para el cumplimiento de órdenes, todo ello por requerimiento del Ministerio Público Fiscal de la Ciudad Autónoma de Buenos Aires.
2. Cooperar con las autoridades del Poder Judicial en caso de ser legalmente requerido su auxilio

El CIJ, creado por ley 2896, es una institución civil que depende de la Secretaría General de Investigaciones, Acceso a la Justicia y Relaciones con las Fuerzas de Seguridad del Ministerio Público Fiscal de la Ciudad Autónoma de Buenos Aires y que cumple funciones de Policía Judicial.
Cualquiera sea la modalidad de intervención solicitada, los integrantes del CIJ deben actuar en respeto y con estricta observancia de las normas constitucionales relativas a los derechos y garantías de las personas imputadas y de todo otro individuo afectado a una investigación judicial. Se remite al respecto a la normativa y resolución general que regula la actuación del CIJ.

## Funcionario actual
El actual fiscal general es Juan Bautista Mahiques, quien asumió el 30 de octubre de 2019, sucediendo en el cargo a Martín Ocampo. 
Hubo reclamos de asociaciones vinculadas a la Justicia para impedir la candidatura, con base en que consideraron que "no satisface el requisito de idoneidad ni ofrece las garantías de independencia necesarias", por haber sido funcionario del Poder Ejecutivo Nacional, como Subsecretario de Asuntos Penitenciarios y Relaciones con el Poder Judicial y la Comunidad Académica y su representante ante el Consejo de la Magistratura.
Finalmente, no se hizo lugar a la impugnación y el pliego para su designación fue aprobado por la Legislatura de la ciudad de Buenos Aires en mayo de 2019 con 43 votos a favor.
Juan Bautista Mahiques es también presidente de la Asociación Internacional de Fiscales (IAP), organización que nuclea a fiscales de todo el mundo.